# Kūrma Purāṇa
Il Kūrma Purāṇa è uno dei diciotto Purāṇa principali, i Mahā Purāṇa. Si crede che sia stato direttamente narrato dal Signore Viṣṇu al saggio Nārada, e contiene i dettagli sulla vita dell'avatāra Kūrma. Si ritiene che Nārada ne abbia condiviso con Suta il contenuto, e che questi a sua volta lo abbia declamato a un gruppo di grandi saggi.

## Contenuti
Le edizioni di questo testo sono suddivise in due parti (bhāga): il Pūrvabhāga composto da 53 capitoli, e l'Uttarabhāga con 46 capitoli.
Secondo la tradizione, il Kūrma Purāṇa originariamente era costituito da quattro raccolte: la Brāhmī Saṁhitā, la Bhāgavatī Saṁhitā, la Saurī Saṁhitā e la Vaiṣṇavī Saṁhitā. Il testo attualmente noto corrisponderebbe alla prima raccolta, la Brāhmī Saṁhitā.
Un altro testo, il Nārada Purāṇa, fornisce una breve panoramica del contenuto: la Brāhmī Saṁhitā consisteva di 6000 versi (śloka) e l'argomento è in sintonia con l'esistente Kūrma Purāṇa. La Bhāgavatī Saṁhitā consisteva di 4000 sloka ed era stata suddivisa in cinque sotto-sezioni (pāda). Quest'ultima raccolta era anche conosciuta col nome alternativo di Pañcapadī, e descriveva i doveri delle caste: i Bramini, gli Kshatriya, i Vaishya, i Shudra e le caste miste.
La Saurī Saṁhitā era composta da 2000 sloka e suddivisa in sei pāda. In questa sezione venivano descritti sei atti magici: śānti, vaśīkaraṇa, stambhana, vidveṣaṇa, uccāṭana e māraṇa.
La Vaiṣṇavī Saṁhitā era composta da 5000 sloka ed era stata suddivisa in quattro pāda; argomento principale era la mokṣa dharma.